# Tornei di tennis femminili nel 1897
Prima della nascita del WTA Tour, ossia l'apertura alle tenniste professioniste dei tornei che prima di quell'anno erano riservati alle tenniste dilettanti, tutti gli eventi più importanti erano amatoriali, tra questi c'erano i tornei del Grande Slam: il Campionato francese di tennis, il Torneo di Wimbledon e gli U.S. National Championships.

## Gennaio
Nessun evento

## Febbraio
Nessun evento

## Marzo
Nessun evento

## Aprile
Nessun evento

## Maggio
Nessun evento

## Giugno
| Settimana | Torneo                                                              | Vincitore                                       | Finalista                    | Semifinalisti | Eliminati ai quarti |
| --------- | ------------------------------------------------------------------- | ----------------------------------------------- | ---------------------------- | ------------- | ------------------- |
| 12 giugno | Kent Championships 1897 Beckenham, Gran Bretagna Singolare - Doppio | Edith Austin 6-2 6-0                            | E. Morgan                    |               |                     |
| 12 giugno | Kent Championships 1897 Beckenham, Gran Bretagna Singolare - Doppio |                                                 |                              |               |                     |
| 19 giugno | U.S. National Championships 1897 Filadelfia, USA Singolare - Doppio | Juliette Atkinson 6-3 6-3 4-6 3-6 6-3           | Elisabeth Moore              |               |                     |
| 19 giugno | U.S. National Championships 1897 Filadelfia, USA Singolare - Doppio | Juliette Atkinson Kathleen Atkinson 6-2 6-1 6-1 | F. Edwards Elizabeth Rastall |               |                     |
| 27 giugno | Campionato francese di tennis 1897 Parigi, Francia Singolare        | Adine Masson 6-3, 6-1                           | Suzanne Girod                |               |                     |

## Luglio
| Settimana | Torneo                                                   | Vincitore                   | Finalista        | Semifinalisti | Eliminati ai quarti |
| --------- | -------------------------------------------------------- | --------------------------- | ---------------- | ------------- | ------------------- |
| 1º luglio | Torneo di Wimbledon 1897 Londra, Gran Bretagna Singolare | Blanche Bingley 5-7 7-5 6-2 | Charlotte Cooper |               |                     |

## Agosto
Nessun evento

## Settembre
Nessun evento

## Ottobre
Nessun evento

## Novembre
Nessun evento

## Dicembre
Nessun evento

## Senza data
| Settimana                         | Torneo                                                                      | Vincitore                      | Finalista  | Semifinalisti | Eliminati ai quarti |
| --------------------------------- | --------------------------------------------------------------------------- | ------------------------------ | ---------- | ------------- | ------------------- |
|                                   | New Zealand Championships 1897 Wellington, Nuova Zelanda Singolare - Doppio | Kathleen Mary Nunneley 6-1 6-0 | M. Kennedy |               |                     |
| Kathleen Mary Nunneley M. Kennedy | New Zealand Championships 1897 Wellington, Nuova Zelanda Singolare - Doppio |                                |            |               |                     |